# زهره (یمن)
 زهره  به عربی ( اَلزَهرَة ) نام شهری است در ساحل تهامة، از توابع استان حُدَیده در کشور یمن در شبه جزیره عربستان. این شهر در سمت مشرق حدیدة واقع شده‌است.

## جمعیت
جمعیت شهر زهره در حدود ۱۵ هزار نفر است که از اهل سنت و مالکی مذهب هستند. شغل مردم کشاورزی و صناعت است.